# Oscar Roger
Oscar Eduardo Roger (Córdoba, c. 1927-Villa Carlos Paz, 19 de agosto de 2006) fue un abogado y docente argentino, que se desempeñó como procurador general de la Nación designado por Carlos Saúl Menem entre 1989 y 1991.

## Biografía
Era profesor de Derecho penal en la Universidad Nacional de Córdoba, donde era ampliamente reconocido como docente. Conoció a Menem cuando este era alumno de abogacía, habiéndolo defendido cuando este abandonó la presidencia.
Fue convencional constituyente para la reforma constitucional de Córdoba en 1987 y fiscal general de Córdoba. Se desempeñó como embajador argentino en Grecia.